# Гедройц, Коки
Коки Гедро́йц (англ. Coky Giedroyć, полное имя: Мэри-Роуз Хелен Гедройц, род. в 1962 году в Гонконге) — британский кинорежиссёр, снимающая фильмы и телесериалы. Лауреат премии BAFTA TV и других наград.

## Биография
Мэри-Роуз Хелен Гедройц родилась в 1962 году в Гонконге, который тогда был британской колонией. У Коки есть младшая сестра Мелани (Мелани Клэр Софи Гедройц, род. 1968) — английская телеведущая, журналистка, актриса, писатель. Их отец Михал Гедройц происходит из известного польско-литовского аристократического рода Гедройцев, он перебрался в Великобританию в 1947 году. Сёстры выросли в Лезерхэде, в графстве Суррей, получили хорошее образование: Коки окончила Бристольский университет, где и начала снимать фильмы; а Мелани — кембриджский Тринити-колледж.
Коки Гедройц замужем за баронетом Томасом Вейландом Боуэр-Смитом (англ.  Thomas Weyland Bowyer-Smyth) и носит титул леди Боуэр-Смит.

## Фильмография
| Год       |    | Русское название            | Оригинальное название               | Примечание                         |
| --------- | -- | --------------------------- | ----------------------------------- | ---------------------------------- |
| 1992      | тф | «Предел»                    | Rock Bottom                         |                                    |
| 1995      | тф | «Аристофан: Боги смеются»   | Aristophanes: The Gods Are Laughing |                                    |
| 1996      | ф  | «Стелла плетёт интриги»     | Stella Does Tricks                  |                                    |
| 1996—1999 | с  | «Самое неприятное убийство» | Murder Most Horrid                  |                                    |
| 1999      | ф  | «Женские сплетни»           | Women Talking Dirty                 |                                    |
| 2000—2002 | с  | «Безмолвный свидетель»      | Silent Witness                      |                                    |
| 2001—2003 | с  | «Убийство в сознании»       | Murder in Mind                      |                                    |
| 2002      | с  | «Хелен Уэст»                | Helen West                          | одна серия                         |
| 2003—2005 | с  | «Уильям и Мэри»             | William and Mary                    |                                    |
| 2004      | тф | «Война Кэрри»               | Carrie’s War                        |                                    |
| 2004      | с  | «Блэкпул»                   | Blackpool                           | 3 серии                            |
| 2004      | с  | «Королева-девственница»     | The Virgin Queen                    |                                    |
| 2006      | тф | «Страх Фэнни»               | Fear of Fanny                       |                                    |
| 2007      | тф | «Оливер Твист»              | Oliver Twist                        |                                    |
| 2009      | тф | «Грозовой перевал»          | Wuthering Heights                   |                                    |
| 2010      | с  | «Шерлок»                    | Sherlock                            | пилотная серия; не транслировалась |
| 2010      | тф | «Рождество»                 | The Nativity                        |                                    |
| 2011      | с  | «Час»                       | The Hour                            | 2 серии первого сезона             |
| 2013      | с  | «Что останется после тебя?» | What Remains                        |                                    |
| 2013      | с  | «Шпионы Варшавы»            | Spies of Warsaw                     |                                    |
| 2014      | с  | «Убийство»                  | The Killing                         |                                    |
| 2014      | с  | «Страшные сказки»           | Penny Dreadful                      | 5 серия первого сезона             |
| 2014      | с  | «Безрассудный»              | Reckless                            | 10-я серия                         |
| 2015      | с  | «Хемлок Гроув»              | Hemlock Grove                       | 2-я серия в 3 сезоне               |
| 2015      | тф | «Звуки музыки»              | The Sound of Music Live             | телефильм-мюзикл                   |
| 2017—2017 | с  | «Цыганка»                   | Gypsy                               |                                    |
| 2017—2019 | с  | «Куртизанки»                | Harlots                             |                                    |
| 2018      | с  | «Семь секунд»               | Seven Seconds                       | 5-я серия в 1 сезоне               |
| 2019      | ф  | «Как создать девушку»       | How to Build a Girl                 |                                    |

## Премии и номинации
- 2012 — номинация на OFTA Television Award[7] за режиссуру телесериала «Час» (совместно с Гарри Брэдбиром, Джейми Пейном, Сандрой Голдбахер и Кэтрин Морсхед)
- 2011 — приз женевского кинофестиваля «Полный экран» (Geneva Cinéma Tout Ecran) — за режиссёрскую работу в телесериале «Час» (совместно с Эби Морган, Джейми Пейном и Гарри Брэдбиром)
- 2007 — номинация на BAFTA TV за фильм «Королева-девственница»
- 2008 — номинация на Broadcasting Press Guild Awards за работу над телесериалом «Оливер Твист»